# (35268) Panoramix
(35268) Panoramix est un astéroïde de la ceinture principale. 

## Description
Cet astéroïde fut découvert le 19 août 1996 par l'astronome Miloš Tichý à l'observatoire Kleť.
Il a été nommé d'après le personnage Panoramix de la bande dessinée Astérix.